# Baaghi
Baaghi, es una película de suspenso de acción en hindi de 2016 dirigida por Sabbir Khan y producida por Sajid Nadiadwala bajo Nadiadwala Grandson Entertainment. Cuenta con Tiger Shroff y Shraddha Kapoor en papeles principales, con Sudheer Babu y Sunil Grover en papeles secundarios. La película es una nueva versión de la película en telugu de 2004 Varsham y también se informa que está basada en la película indonesia de 2011 The Raid: Redemption.
Se estrenó en todo el mundo el 29 de abril de 2016 y fue realizada con un presupuesto de ₹ 370 millones (US $ 5,2 millones), Baaghi ha ganado más de ₹ 1,27 mil millones (USD $ 18 millones) en todo el mundo, además ha recaudado mil millones en India y en todo el mundo. Es la primera entrega de la serie de películas de Baaghi que agrega dos secuelas espirituales, Baaghi 2 (2018) y Baaghi 3 (2020).

## Trama
La película comienza con el campeón de artes marciales Raghav Shetty secuestrando a Sia Khurana del set de su película en Hyderabad y llevándola a Bangkok. El padre de Sia, PP Khurana, acude a las oficinas gubernamentales y a la policía en busca de ayuda pero nadie está dispuesto a ayudarlos ya que Raghav es un hombre influyente. Khurana luego se vuelve hacia el exnovio de Sia, Ranveer "Ronnie" Pratap Singh. En un flashback, Ronnie y Sia se encuentran en un tren. Raghav ve a Sia en la estación de tren y comienza a gustarle. Les dice a sus hombres que obtengan información sobre ella. Ronny visita la escuela de artes marciales de un tal Guruswamy en Kerala. En una carta a Guruswamy, el padre de Ronnie explica que Ronnie es un Baaghi (rebelde) y le pide que haga de Ronnie un buen ser humano. Ronnie y Sia se enamoran, y Sia le da un anillo que recibió de su padre, pidiéndole que siempre se lo quede. Raghav le pide la mano de Sia a Khurana, y Khurana está tan perdido por la codicia cuando ve cuánto dinero ofrece Raghav por Sia. Él acepta entregar a Sia a Raghav, pero cuando ve que Ronnie tiene el anillo de Sia, se da cuenta de que está enamorada de Ronny. Le informa a Raghav, quien decide matar a Ronny. Ronnie golpea a los hombres de Raghav cuando maltratan a Subbu, un niño mudo al que Ronnie es cercano, solo para que Raghav lo arreste más tarde. Guruswamy intenta persuadir a Raghav, su hijo, de que deje de perseguir a Sia, pero Raghav lo envenena y lo mata para sacarlo del camino. Ronnie está desconsolado al enterarse de la muerte de Guruswamy, ya que lo había visto como una figura paterna. Khurana luego crea un malentendido entre Sia y Ronnie para separarlos, lo que funciona y las dos partes se separan. En el presente, Ronnie llega a Bangkok y visita el club de lucha de Raghav, derrotando al luchador más potente del lugar para llamar la atención de Raghav. Al día siguiente, Ronnie irrumpe en la casa de la mano derecha de Raghav, Biju, y amenaza a la esposa de Biju a punta de pistola, lo que lo obliga a revelar la ubicación de Sia. Al enterarse de que estaba en el hospital, Ronnie salva a Sia y escapa con ella bajo los dos disfrazados de médico y enfermera. Los dos se detienen en una isla en su camino de regreso a la India, donde Sia descubre el engaño de su padre cuando ve que Ronny todavía lleva su anillo. La pareja se reconcilia pero Raghav y sus hombres los atacan. Biju dispara a Ronnie, quien cae por un acantilado. Raghav lleva a Sia a su lugar. Luego se revela que Ronny está vivo. Resulta que Biju había usado balas de fogueo en su arma, salvándolo como Ronnie había salvado la vida de su esposa antes. Raghav mata a Biju cuando Biju dice que cree que Ronny tiene razón. Ronnie asalta el edificio de Raghav y lucha por sí solo contra todos los asesinos y espadachines empleados por Raghav. Llega a Raghav, quien inicialmente lo domina, pero cuando Raghav revela que fue él quien asesinó a Guruswamy, Ronny se enfurece y usa los movimientos característicos de Guruswamy para matar a Raghav. Al final, Ronnie, ahora felizmente junto con Sia, se convierte en el nuevo maestro en la escuela de Guruswamy, donde ahora se encuentra una estatua de Guruswamy. Raghav lleva a Sia a su lugar. Luego se revela que Ronny está vivo. Resulta que Biju había usado balas de fogueo en su arma, salvándolo como Ronnie había salvado la vida de su esposa antes. Raghav mata a Biju cuando Biju dice que cree que Ronny tiene razón. Ronnie asalta el edificio de Raghav y lucha por sí solo contra todos los asesinos y espadachines empleados por Raghav. Llega a Raghav, quien inicialmente lo domina, pero cuando Raghav revela que fue él quien asesinó a Guruswamy, Ronny se enfurece y usa los movimientos característicos de Guruswamy para matar a Raghav. Al final, Ronnie, ahora felizmente junto con Sia, se convierte en el nuevo maestro en la escuela de Guruswamy, donde ahora se encuentra una estatua de Guruswamy. Raghav lleva a Sia a su lugar. Luego se revela que Ronny está vivo. Resulta que Biju había usado balas de fogueo en su arma, salvándolo como Ronnie había salvado la vida de su esposa antes. Raghav mata a Biju cuando Biju dice que cree que Ronny tiene razón. Ronnie asalta el edificio de Raghav y lucha por sí solo contra todos los asesinos y espadachines empleados por Raghav. Llega a Raghav, quien inicialmente lo domina, pero cuando Raghav revela que fue él quien asesinó a Guruswamy, Ronny se enfurece y usa los movimientos característicos de Guruswamy para matar a Raghav. Al final, Ronnie, ahora felizmente junto con Sia, se convierte en el nuevo maestro en la escuela de Guruswamy, donde ahora se encuentra una estatua de Guruswamy. perdonándolo como Ronnie le había perdonado la vida a su esposa antes. Raghav mata a Biju cuando Biju dice que cree que Ronny tiene razón. Ronnie asalta el edificio de Raghav y lucha por sí solo contra todos los asesinos y espadachines empleados por Raghav. Llega a Raghav, quien inicialmente lo domina, pero cuando Raghav revela que fue él quien asesinó a Guruswamy, Ronny se enfurece y usa los movimientos característicos de Guruswamy para matar a Raghav. Al final, Ronnie, ahora felizmente junto con Sia, se convierte en el nuevo maestro en la escuela de Guruswamy, donde ahora se encuentra una estatua de Guruswamy. perdonándolo como Ronnie le había perdonado la vida a su esposa antes. Raghav mata a Biju cuando Biju dice que cree que Ronny tiene razón. Ronnie asalta el edificio de Raghav y lucha por sí solo contra todos los asesinos y espadachines empleados por Raghav. Llega a Raghav, quien inicialmente lo domina, pero cuando Raghav revela que fue él quien asesinó a Guruswamy, Ronny se enfurece y usa los movimientos característicos de Guruswamy para matar a Raghav. Al final, Ronnie, ahora felizmente junto con Sia, se convierte en el nuevo maestro en la escuela de Guruswamy, donde ahora se encuentra una estatua de Guruswamy. Llega a Raghav, quien inicialmente lo domina, pero cuando Raghav revela que fue él quien asesinó a Guruswamy, Ronny se enfurece y usa los movimientos característicos de Guruswamy para matar a Raghav. Al final, Ronnie, ahora felizmente junto con Sia, se convierte en el nuevo maestro en la escuela de Guruswamy, donde ahora se encuentra una estatua de Guruswamy. Llega a Raghav, quien inicialmente lo domina, pero cuando Raghav revela que fue él quien asesinó a Guruswamy, Ronny se enfurece y usa los movimientos característicos de Guruswamy para matar a Raghav. Al final, Ronnie, ahora felizmente junto con Sia, se convierte en el nuevo maestro en la escuela de Guruswamy donde ahora se encuentra una estatua de Guruswamy.

## Elenco
- Tiger Shroff como Ronnie, el interés amoroso de Sia.
- Shraddha Kapoor como Sia Khurana (novia de Ronnie y Raghav).
- Sudheer Babu como Raghav Shetty.
- Sourav Chakraborty como Biju.
- Shifuji Shourya Bhardwaj como Guruswamy.
- Sunil Grover como PP Khurana (padre de Sia).
- Kota Srinivasa Rao como la productora de cine Dasanna.
- Buddya Sunari Magar como Refree.
- Sanjay Mishra como Harry.
- Prashant Singh como Gopi.
- Aryan Prajapati como Subbu (un niño mudo de quien Ronnie estaba cerca).

## Producción
Tiger Shroff entrenó y tomó clases de acrobacias para la película. Sajid Nadiadwala contrató a un equipo especial de 50 personas para mantener la apariencia de Shroff en secreto, los creadores no querían que se revelara su aspecto debido a que su papel en la película era distinto de su papel en Heropanti para ello el actor telugu Sudheer Babu fue contratado para desempeñar un papel negativo, haciendo su debut en Bollywood. El rodaje de Baaghi comenzó el 27 de mayo de 2015 y finalizó el 21 de febrero de 2016, se rodó extensamente en India y Tailandia.

## Taquillas
La película obtuvo ₹ 119.4 millones, ₹ 11.13 crore y ₹ 155.1 millones respectivamente  en sus primeros tres días, lo que arrojó un total de ₹ 38.58 crore netos en su primer fin de semana y alcanzó su producción de ₹ 37 crore. Para su séptimo día había recaudado 59,72 millones de rupias, alcanzó el ₹ 15,51 millones de rupias neta en el tercer día y comenzó a declinar a partir de entonces, perdiendo el 79% de los negocios para el final de la segunda semana.
Al final recaudó ₹ 106.03 crore de India y ₹ 19.89 a nivel mundial, para una estimación bruta total de₹ 125,92 millones de rupias, una de las películas más taquilleras de la carrera de Tiger Shroff.

## Secuela
El 1 de mayo de 2017 Tiger Shroff publicó el primer póster de la secuela de Baaghi 2 en su cuenta de Twitter. El productor de la película Sajid Nadiadwala colaboró con Fox Star Studios y la película fue estrenada en todo el mundo el 30 de marzo de 2018 con la dirección de Ahmed Khan bajo Fox Star Studios y Nadiadwala Grandson Entertainment.
También se anunció una tercera entrega bajo el título de Baaghi 3, con Nadiadwala como productor, Khan como director y Shroff en el papel principal.